# Михаил Михайлов (лекар)
Вижте пояснителната страница за други личности с името Михаил Михайлов.
Михаил Кирилов Михайлов е български хирург, доцент.

## Биография и дейност
Роден на 24 септември 1922 г. в гр. Търговище, в семейство на учители. Баща му Кирил Михайлов Апостолов (учител по музика, завършил консерватория в Букурещ около 1905 г.) е от гр. Русе, майка му Стефка Радева Михайлова (начална учителка) е от гр. Търговище. През 1924 г. семейството се премества в гр. Русе.

## Учение
Михаил Михайлов учи в ОУ „Любен Каравелов“, а гимназиално образование завършва през 1941 г. в училище „Хр. Ботев“. Същата година се записва в Медицинския факултет към Софийски университет, който завършва през 1946 г. Заедно със следването си отбива и военната си служба в НШЗО-София.

## Професионална кариера
През периода 1946 – 1947 г. е стажант-лекар в Русенската болница, след това до 1950 г. е участъков лекар в с.Юпер, Кубратско. През същата година по негово желание е назначен за ординатор в Хирургичното отделение на Окръжна болница – Русе. През 1956 г. придобива специалност по хирургия.
През периода 1959 – 1962 г. д-р Михаил Михайлов е задочен аспирант към Хирургичната клиника към ИСУЛ и през 1962 г. успешно защитава дисертация за научна степен „Кандидат на медицинските науки“ на тема „Ехинококозата и разпространението ѝ в Русенски окръг. Резултати от лечението ѝ чрез автопломбаж“. Взема втора специалност „детска хирургия“ и от 1962 до 1964 г. завежда новооткритото отделение по детска хирургия при Русенската болница. От 1964 г. завежда Обща хирургия и е Окръжен хирург.
През 1975 г. Висша атестационна комисия присъжда на д-р Михаил Михайлов научно звание „доцент“ към ИБНМП“Пирогов“-София. Доц. Михаил Михайлов е поканен да оглави клиника по хирургия в Пирогов, но той решава да остане да работи в Русе. През същата година, на 4 март, по негово желание и с разрешението на Министерството на народното здраве към Русенската окръжна болница се разкрива Клиника по хирургични заболявания.
От 1977 до 1983 г. доц. Михайлов е хоноруван преподавател по хирургия към Висш медицински институт - Плевен. През 1983 г. е удостоен с Почетно звание „Заслужил“ лекар. Дълги години преподава хирургия в Медицинския колеж в Русе както и на студентите по кинезитерапия към Русенски университет. Пенсионира се в края на 1988 г. след 39-годишна хирургична и 42-годишна лекарска практика. Почива на 74-годишна възраст на 10 февруари 1997 г. след кратко боледуване. Посмъртно е удостоен с Почетен гражданин на гр. Русе.
По време на работата си като хирург д-р Михаил Михайлов въвежда за първи път в Русенската болница много оперативни методи и техники:
- широката торакотомия
- първата успешна тотална гастректомия
- първата сегментна резекция на белия дроб.
- отстраняване на ехинококова киста заедно с фиброзната капсула.
- декортикация на плеврата при хроничен емпием
- операция на Свенсон при мегаколон
- резекция на черен дроб/ляв дял/
- интраоперативна холангиография
- папилектомия
- операции при диафрагмални хернии
- операция на Танер
- резекция на стомах по Билрот І
- едноетажен шев при анастомози

- артерио-венозна фистула
- операция на Makki
- нов метод за ликвидиране на остатъчната кухина след ехинококектомия
- пластика с дура матер при евентрации

Д-р Михаил Михайлов има над 100 научни публикации и десетки научни доклади на международни, национални и регионални научни конференции и конгреси.
Създава и развива тясно специализирани хирургични отделения в Русенската болница като отделението по Спешна хирургия, Съдова хирургия, Изгаряне и пластика. По време на работата си обучава десетки хирурзи, някои от които оглавяват водещи софийски клиники. Негови ученици са също: проф. Михаил Гавраилов-ендокринна хирургия в Медицинска академия, проф. Йордан Червенков-завеждащ дълги години Клиника по изгаряне и пластика в Пирогов, проф. Огнян Хаджийски-завеждащ по-късно същата клиника.

## Други интереси
Сред колегите и приятелите си д-р Михаил Михайлов е добре познат и запомнен като многостранно надарена личност – още от ученик проявява интерес към музиката и свири на флейта в училищния и други оркестри, рисува графика, пише и превежда стихове на български и френски език, създава кратки разкази, увлича се по историята на град Русе, дълги години събира пощенски печати от града и областта, с които участва в изложби и дори подготвя научна разработка на тема „Историята на пощенските печати в Русе и окръга“. Негови записки, в които е описал накратко своя живот, професионалното си израстване и някои интересни случки от практиката си като хирург, са издадени след смъртта му в книгата „История на един живот“.